# Cleveland (Teksas)
Cleveland je grad u američkoj saveznoj državi Teksas. Prema popisu stanovništva iz 2010. u njemu je živjelo 7.675 stanovnika.